# شلال آب سفيد
شلال آب سفيد أي المياه البيضاء ، هو أحد أعلى الشلالات في إيران. كما ويعتبر واحداً من أجمل الشلالات في مدينة لرستان وفي إيران بأسرها ، حيث يقع على مسافة 50 كم من مدينة إليكودرز وعلى سفوح سلسلة جبال زاكرس وفي جبل قال كوه التابع لمنطقة بشارت ذلقي، وتنبع مياه هذا الشلال من بين صخور سلسلة جبال زاكرس  ومن ثم تجري على شكل جداول وأنهار لتنهار من سفح جبل قال كوه لمسافة 65 متر لتشكل بذلك بحيرة جميلة ، ويبلغ ارتفاع شلال آب سفيد 70 متراً خارجاً من قلب جبل ليلتقي بنهر (رودبار) في لرستان. كما أن عرضه يبلغ في فصل ذوبان الثلوج وانهيار الأمطار الغزيرة 8 متر.

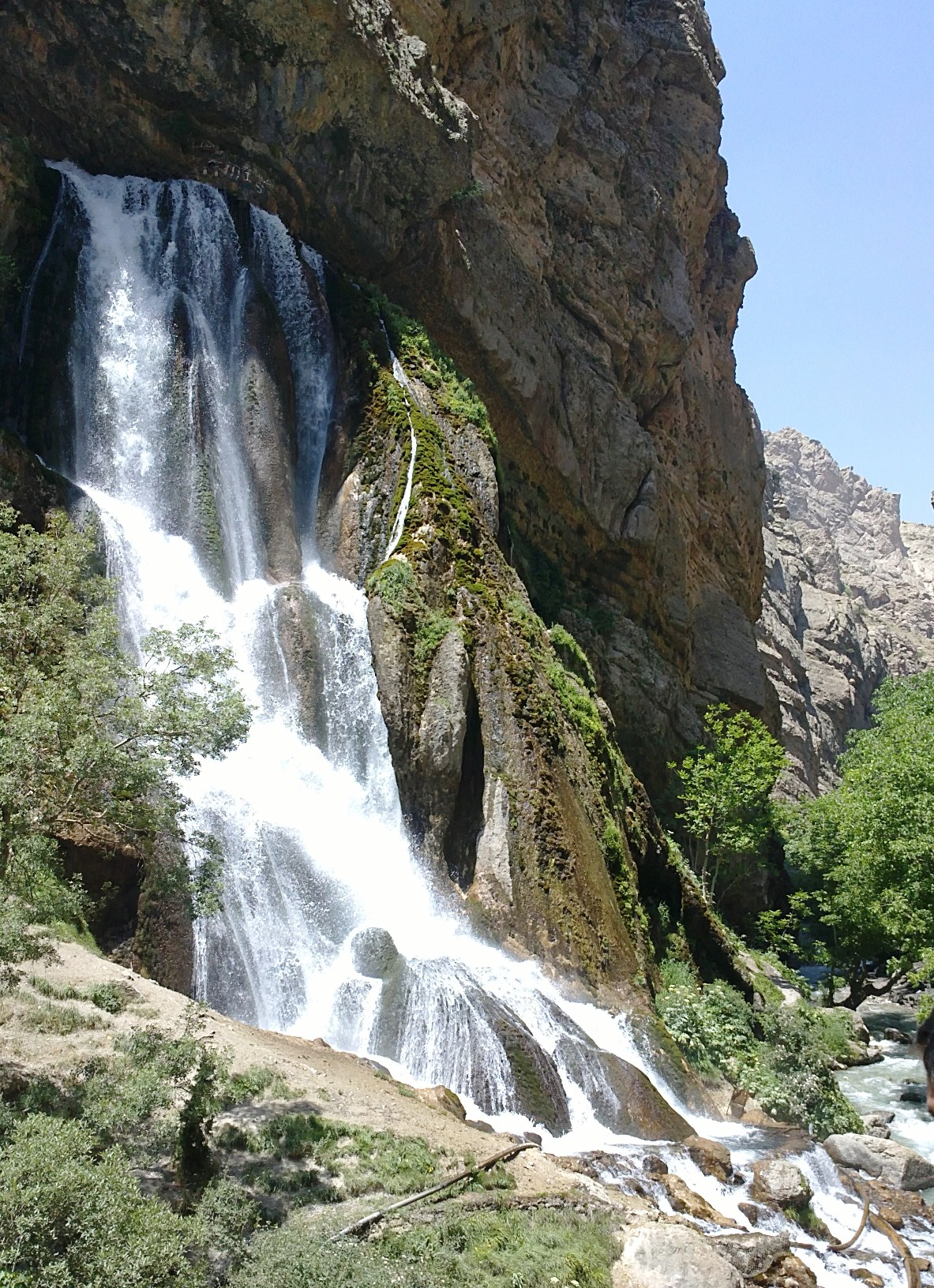

## التسمية
سمي هذا الشلال بـ (آب سفيد) بمعنى (المياه البيضاء) لأنه عند جريانه وهو يتلاطم بالصخور سيعبأ بالهواء الكثير والتي بدورها تكوّن فقاعات تلمع ما تجعلها تعكس بياضاً لامعاً أو فضياً أكسبها هذه التسمية أي (آب سفيد) المياه البيضاء. كما ويسميه السكان المحليون بأنه عروس شلالات إيران وذلك نظراً لروعته وجماله.

## الموقع
يقع شلال آب سفيد إلى الجنوب الشرقي من محافظة لرستان وعلى سفوح سلسلة جبال زاكرس وإلى الجانب من الجبال الشاهقة المعروفة باسم (قالي كوه) في مدينة (أليجودرز). وطريق مدينة (اليجودرز) إلى هذا الشلال غني بالمناظر الخلابة التي تجعله ينفرد بها حيث يقع في وادٍ مظلم نشأ إثر حالة التعرية والتغيرات الجيولوجية على الأرض وجريانات المياه فيها خلال آلاف السنين الماضية.

## معلومات سريعة
| الأسم      | شلال آب سفيد      |
| أسماء اخرى | عروس شلالات إيران |
| الموقع     | مدينة لرستان      |
| الارتفاع   | 70 متر            |
| العرض      | 8 امتار           |